# دیوید پروداکشن
دیوید پروداکشن (به انگلیسی: David Production) ⁪ (ژاپنی: 株式会社デイヴィッドプロダクション هپبورن: Kabushiki-gaisha Deividdo Purodakushon) استودیو پویانمایی ژاپنی است که در سپتامبر ۲۰۰۷ توسط تهیه‌کنندگان سابق استودیوی گونزو کوجی کاجیتا و تایتو اوکیورا تأسیس شد و در نیشی‌توکیو، توکیو مستقر است. از آثار قابل توجه این استودیو می‌توان به ماجراجویی عجیب و غریب جوجو، فایر فورس و اوروسی یاتسورا اشاره کرد.